# Jackson Ragen
Jackson Ragen (Seattle, 24 settembre 1998) è un calciatore statunitense, difensore dei Seattle Sounders.

## Carriera

### Club
Cresciuto nel settore giovanile del Seattle Sounders, ha esordito in prima squadra il 18 febbraio 2022 disputando l'incontro di CONCACAF Champions League pareggiato 0-0 contro il Motagua.

### Nazionale
Il 5 gennaio 2024 viene convocato per la prima volta in nazionale maggiore.

## Statistiche

### Presenze e reti nei club
Statistiche aggiornate all'8 giugno 2025.
| Stagione                | Squadra                 | Campionato              | Campionato | Campionato | Coppe nazionali | Coppe nazionali | Coppe nazionali | Coppe continentali | Coppe continentali | Coppe continentali | Altre coppe | Altre coppe | Altre coppe | Totale | Totale |
| Stagione                | Squadra                 | Comp                    | Pres       | Reti       | Comp            | Pres            | Reti            | Comp               | Pres               | Reti               | Comp        | Pres        | Reti        | Pres   | Reti   |
| ----------------------- | ----------------------- | ----------------------- | ---------- | ---------- | --------------- | --------------- | --------------- | ------------------ | ------------------ | ------------------ | ----------- | ----------- | ----------- | ------ | ------ |
| 2017                    | Tacoma Defiance         | USL                     | 3          | 0          | -               | -               | -               | -                  | -                  | -                  | -           | -           | -           | 3      | 0      |
| 2021                    | Tacoma Defiance         | USLC                    | 16         | 1          | -               | -               | -               | -                  | -                  | -                  | -           | -           | -           | 16     | 1      |
| 2022                    | Tacoma Defiance         | MNP                     | 2          | 0          | -               | -               | -               | -                  | -                  | -                  | -           | -           | -           | 2      | 0      |
| Totale Tacoma Defiance  | Totale Tacoma Defiance  | Totale Tacoma Defiance  | 21         | 1          |                 | -               | -               |                    | -                  | -                  |             | -           | -           | 21     | 1      |
| 2022                    | Seattle Sounders        | MLS                     | 23         | 0          | USOC            | 1               | 0               | CCL                | 6                  | 0                  | -           | -           | -           | 30     | 0      |
| 2023                    | Seattle Sounders        | MLS                     | 32+4       | 0          | USOC            | 0               | 0               | -                  | -                  | -                  | Cmc+LC      | 1+2         | 0           | 39     | 0      |
| 2024                    | Seattle Sounders        | MLS                     | 33+4       | 3+0        | USOC            | 3               | 0               | -                  | -                  | -                  | LC          | 5           | 1           | 45     | 4      |
| 2025                    | Seattle Sounders        | MLS                     | 10         | 0          | -               | -               | -               | CCC                | 4                  | 0                  | Cmc         | -           | -           | 14     | 0      |
| Totale Seattle Sounders | Totale Seattle Sounders | Totale Seattle Sounders | 98+8       | 3          |                 | 4               | 0               |                    | 10                 | 0                  |             | 8           | 1           | 128    | 4      |
| Totale carriera         | Totale carriera         | Totale carriera         | 127        | 4          |                 | 4               | 0               |                    | 10                 | 0                  |             | 8           | 1           | 149    | 5      |

## Palmarès

### Club

#### Competizioni internazionali
- CONCACAF Champions League: 1

Seattle Sounders: 2022